# Xbox (Marke)

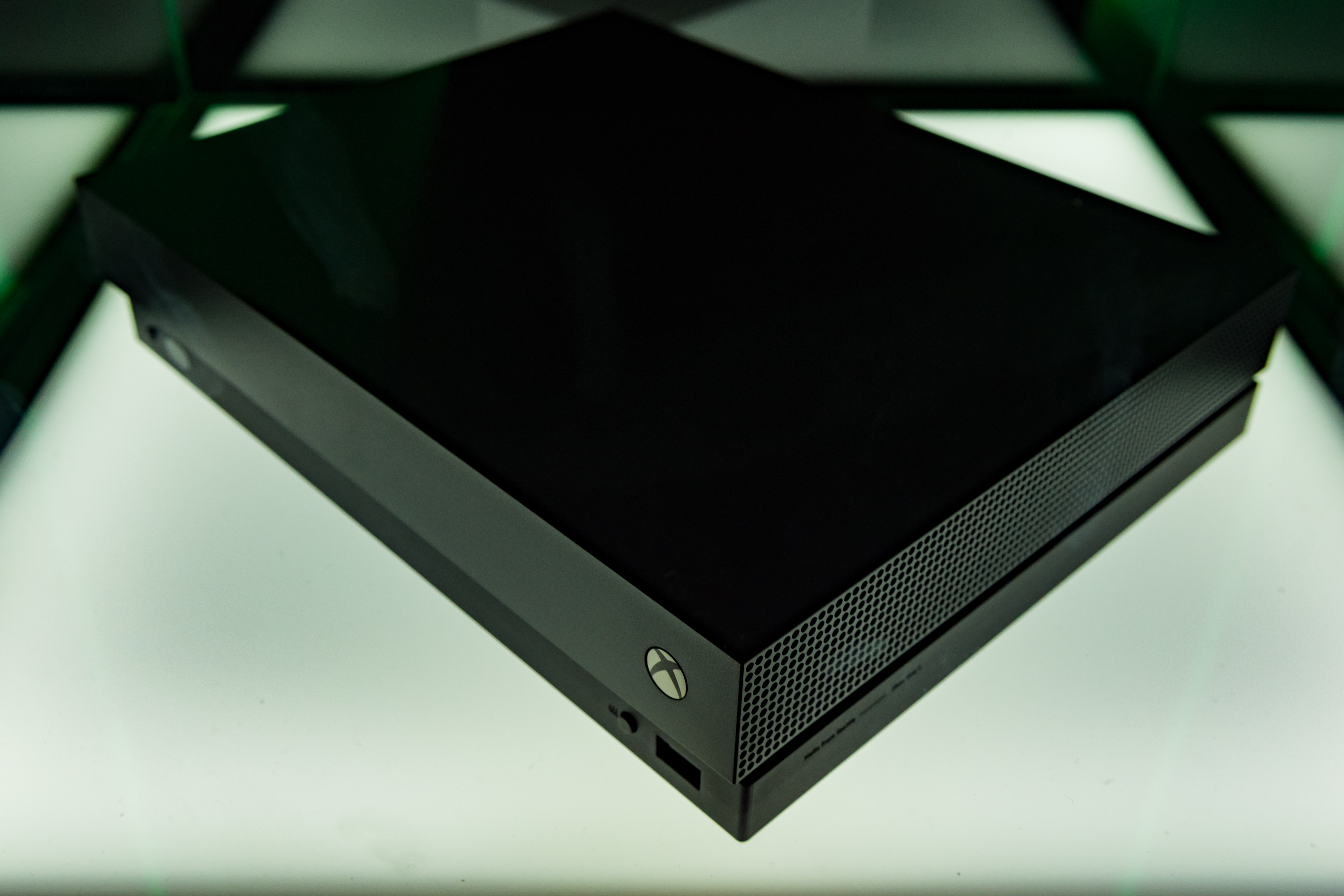
Xbox One X, eine Spielkonsole der Xbox-Produktreihe

Xbox ist eine Videospiel-Marke des US-amerikanischen Konzerns Microsoft, die mit Veröffentlichung der gleichnamigen Spielkonsole in den USA am 15. November 2001 ins Leben gerufen wurde. Zu der Marke gehören derzeit (Stand: Mai 2022) vier Spielkonsolen und drei Apps sowie diverse Gamepads, Entwicklerstudios, Peripheriegeräte und Onlinedienste des Xbox Network. Hauptkonkurrenten der Marke Xbox sind Sonys Videospiel-Marke PlayStation und der japanische Videospielentwickler und Hardwareproduzent Nintendo. Auf The BrandZ rankings, einer Liste, auf der die wertvollsten Marken der Welt gelistet werden, stand Xbox als einzige Videospiel-Marke im Jahr 2022 mit einem Markenwert von 30.398 Millionen US-Dollar auf Platz 59 der Liste.

## Liste aller Xbox-Produkte
Nachfolgend eine Auflistung aller Produkte und Dienste, die zur Marke Xbox gehören:
Stationäre Spielkonsolen
- Xbox (2001)
- Xbox 360 (2005)
  - Xbox 360 S (Revision, 2010)
  - Xbox 360 E (Revision, 2013)
- Xbox One (2013)
  - Xbox One S (Revision, 2016)
  - Xbox One X (Upgrade, 2017)
  - Xbox One S All-Digital Edition (Revision, 2019)
- Xbox Series (2020)
  - Xbox Series S (2020)
  - Xbox Series X (2020)

Apps
- Xbox (2013)
- Xbox Game Pass (2018)
- Xbox Game Streaming (Preview) (2020)[2]
- Xbox Family Settings (2020)

 Onlinedienste
- Xbox Network (2002)
  - Xbox Live Gold (Upgrade, 2002)
  - Xbox Games Store (2002)
  - Xbox Video (2006)
  - Xbox Play Anywhere (2016)
- Xbox Game Pass (2017)
  - Xbox Game Pass Ultimate

Gamepads und Peripheriegeräte
- Xbox-Controller
  - "Duke" Original Controller
  - Controller S
- Xbox-Fernbedienung
- Xbox-360-Controller
- Xbox Wireless Controller
  - Xbox Elite Wireless Controller
  - Xbox Elite Wireless Controller Series 2 (Revision)
- Play & Charge Kit
- Xbox Wireless Headset (2021)
- Kinect
- Xbox Live Vision
- Xbox-360-Fernbedienung
- Xbox-360-Headset
- Xbox-360-Festplatte

Entwicklerstudios
- Xbox Game Studios

## Xbox Network
Das Xbox Network stellt mit 90 Millionen registrierten Nutzern (Stand: April 2020) Microsofts Online-Community dar. Über den Microsoft Store können Inhalte heruntergeladen werden. Xbox Live Gold ist ein kostenpflichtiges Upgrade vom Xbox Network. Als Mitglied erhält man monatliche Spiele und die Möglichkeit, Spiele online spielen zu können. Xbox Play Anywhere ermöglicht es, bereits gekaufte Xbox-Spiele jederzeit auf einem Computer mit dem Betriebssystem Windows 10 kostenlos zu spielen und Spielstände zwischen beiden Plattformen zu synchronisieren.